# Surveyor 3
Surveyor 3 är en obemannad rymdsond från NASA, med uppdrag att landa på och fotografera månen. Den sköts upp från Cape Canaveral, med en Atlas LV-3C Centaur-D, den 17 april 1967. Tre dagar senare landade farkosten på Mare Cognitum.
Den 19 november 1969 landade Apollo 12 ungefär 180 meter från rymdsonden. De båda astronauterna tog bland annat med sig en av rymdsondens kameror tillbaka till jorden för analys.

### Fotnoter
1. ↑  ”NASA Space Science Data Coordinated Archive” (på engelska). NASA. https://nssdc.gsfc.nasa.gov/nmc/spacecraft/display.action?id=1967-035A. Läst 24 mars 2020.